# Conchoprimitia
Conchoprimitia is een geslacht van uitgestorven kreeftachtigen uit de klasse van de Ostracoda (mosselkreeftjes).

## Soorten
- Conchoprimitia asymmetrica Kraft, 1962 †
- Conchoprimitia broeggeri Oepik, 1939 †
- Conchoprimitia circumstriata (Hessland, 1949) Jaanusson, 1957 †
- Conchoprimitia conica (Troedsson, 1918) Schallreuter, 1993 †
- Conchoprimitia dejvicensis Pribyl, 1979 †
- Conchoprimitia distincta Sarv, 1959 †
- Conchoprimitia dorsodepressula (Hessland, 1949) Jaanusson, 1957 †
- Conchoprimitia eos Henningsmoen, 1954 †
- Conchoprimitia erratica (Krause, 1891) Jaanusson, 1957 †
- Conchoprimitia excelsa (Steusloff, 1894) Schallreuter, 1993 †
- Conchoprimitia gammae Oepik, 1935 †
- Conchoprimitia glauconitica (Kummerow, 1924) Oepik, 1935 †
- Conchoprimitia kundaensis (Sarv, 1959) Sidaravichiene, 1973 †
- Conchoprimitia levis (Hessland, 1949) Jaanusson, 1957 †
- Conchoprimitia luxuriosa Sarv, 1959 †
- Conchoprimitia meganotifera (Hessland, 1949) Jaanusson, 1957 †
- Conchoprimitia modlinskii Olempska, 1994 †
- Conchoprimitia oepikana Swain, 1957 †
- Conchoprimitia pseudomeganotifera Schallreuter, 1993 †
- Conchoprimitia reticulifera (Hessland, 1949) Jaanusson, 1957 †
- Conchoprimitia rugosa (Hessland, 1949) Jaanusson, 1957 †
- Conchoprimitia sibirica Kanygin, 1967 †
- Conchoprimitia sinensis Sun (Quan-Ying), 1987 †
- Conchoprimitia sulcata (Krause, 1889) Jaanusson, 1957 †
- Conchoprimitia ventroincisurata (Hessland, 1949) Olempska, 1994 †
- Conchoprimitia ventropunctata (Hessland, 1949) Jaanusson, 1957 †
- Conchoprimitia zonata (Oepik, 1935) Sarv, 1959 †